# Žanibek kan
Abu Said Žanibek Bahadur Kan bin Barak sultan (kazaško Äbu Saïd Jänıbek Bahadur Khan bin Barak Sultan, Äbu Saïd Jänıbek Bahadür Han bïn Barak Sultan, أبو سعيد جانيبك خان بن براك سلطان), sicer znan po svojem skrajšanem vladarskem imenu Žanibek kan, je bil soustanovitelj in od leta 1473 do 1480 drugi kan Kazaškega kanata. Bil je sin Barak kana Zlate horde, ki je vladal od leta 1422 do 1427. Oče Baraka kana je bil Koiričak, vnuk Urus kana, neposrednega Džingiskanovega potomca. Žanibekovega očeta  Barak kana so zastrupili emirji nekdanje Bele Horde. 
Kazaškegi kanat je ustanovil skupaj s svojim bratrancem Kerejem ali Girejem  po uspešnem uporu proti uzbekistanskemu kanu Abulhajr kanu leta 1465 in 1466. Zaradi svoje modrosti je dobil naziv "Az", kar v kazaškem jeziku pomeni "modri", da so ga imenovali Az-Žanibek. 

## Družina
S svojo ženo Džahan begum kanum je imel devet sinov in dve hčerki.
Sinovi
- Irenži (Erenši, Žirenše), v 1470. letih vladar Saurana; po srednjeveških virih se je uspešno upiral poskusom uzbekistanskega kana Mohameda Šejbana, da bi zavzel Sauran in druga mesta Turkestana.[4]
- Mahmud († 1476),  vladar Suzake. Tako kot Irenži je sodeloval pri obrambi porečja Sir Darje pred uzbekistanskimi četami.
- Kasim (1445/1455 — 1521), kazaški kan, pod katerim je država dosegla svoj vrhunec. Kasim je kodificiral zakone svojega ljudstva.
- Adik (po 1445 - po 1503),  aktivni udeleženec v Burundukovi kampanji proti  Šibanidom.
- Žaniš (Džaniš) (1453 – po 1513), tudi udeleženec bojev s Šibanidi.
- Kanbar (Kannabar), Kasimov polbrat, ki je vse življenje preživel v predhodnici vojske bodočega kana.[5]
- Taniš (Tiniš, Biniš) (1453 - po 1513),  znan po tem, da je utrpel velik poraz od čet Mohameda Šejbanija.
- Uzek (Usek, Usen, Usnak), katerega življenjepis ni ohranjen.[5]
- Žadik (Dzadik) († 1520), udeleženec bojev z Nogajsko hordo.

Hčerki
- Sujimbike kanum
- Amanbike kanum

### Spomenik
1. junija 2010 je bil v Astani v bližini Muzeja prvega predsednika Kazahstana s sodelovanjem Nursultana Nazarbajeva postavljen spomenik Kereju in Žanibeku, delo kiparja Renata Abenova.  Višina spomenika od podnožja do krone praporov je 12 m. Višina stoječega Žanibek kana je 5,25 m, sedečega Kerej kana pa 4 m. Masa spomenika je 16,2 tone.